# Crocodylus raninus
Espèce
Synonymes
- Crocodilus biporcatus raninus Müller & Schlegel, 1844

Statut CITES
Crocodylus raninus est une espèce de crocodiliens de la famille des Crocodylidae.

## Répartition
Cette espèce est endémique de Bornéo.

## Taxinomie
Ce taxon, souvent considéré comme synonyme de Crocodylus porosus, est toutefois reconnu comme espèce à part entière par Samuel Martin en 2008.

## Publication originale
- Müller & Schlegel, 1844 : Over de Krokodillen van den Indischen Archipel. Verhandelingen over de natuurlijke geschiedenis der Nederlandsche overzeesche bezittingen, door de leden der Natuurkundige Commisie in Oost-Indie en andere schrijvers. Leijde Vitg. door C.J. Temminck, Leiden, Leuchtmans u. Hoeck in comm, p. 28